# 大美谷ダム
大美谷ダム（おおみだにダム）は、徳島県那賀郡那賀町、那賀川水系の大美谷川に建設されたダム。高さ31.5メートルのアーチ式コンクリートダムで、四国電力のダムである。

## 概要
四国電力の広野発電所のダムで、徳島県那賀郡那賀町の那賀川水系・坂州木頭川の支流である大美谷川に位置する。着工は1958年（昭和33年）で、1968年（昭和43年）に運営が開始される。

## 沿革
- 1958年（昭和33年） - 着工。
- 1960年（昭和35年） - 完成。

## 交通
- JR「徳島駅」より車で約2時間。